# Liste der Bodendenkmäler in Odenthal
Die folgende Liste enthält die offiziellen Bodendenkmäler auf dem Gebiet der Gemeinde Odenthal, Rheinisch-Bergischer Kreis, Nordrhein-Westfalen (Stand: Dezember 2021)
| Lfd. Nummer | Bezeichnung des Denkmales                                        | Lage                              | Foto           |
| ----------- | ---------------------------------------------------------------- | --------------------------------- | -------------- |
| 01          | Wallanlage Alte Burg Erberich                                    | Südöstlich von Erberich Karte     |                |
| 02          | Hofanlage Amtmannscherf                                          | Amtmannscherf 1 Karte             |                |
| 03          | Wallanlage                                                       | Kuhweg                            |                |
| 04          | Burg Berge                                                       | Nordwestlich von Bülsberg Karte   | weitere Bilder |
| 05          | Motte Wiebershausen/Niederscherf                                 | Südöstlich von Niederscherf Karte | weitere Bilder |
| 06          | Wallanlage                                                       | Bülsberg                          |                |
| 07          | Burgwüstung Kramerburg                                           | Nordöstlich von Hochscherf Karte  | weitere Bilder |
| 08          | Befestigter Platz                                                | Schloss Strauweiler Karte         |                |
| 09          | Altenberger Dom und Kernbereiche der ehemaligen Klosteranlage    | Altenberg Karte                   | weitere Bilder |
| 9a          | Erweiterung Schutzbereich Altenberger Dom: gesamtes Klosterareal | Altenberg Karte                   | weitere Bilder |
| 10          | Pulvermühlen                                                     | Aue / Helenenthal Karte           |                |
| 11          | Hoverhof Mühle, Mühlenwüstung, Mühlengräben                      | Südwestlich von Dünnerhöfe Karte  |                |